# گوکارنا
گوکارنا (به لاتین: Gokarna) یک منطقهٔ مسکونی در بنگلادش است که در ناحیه برهمن‌بریه واقع شده‌است.